# Fayette (Mississipi)
Fayette és una població dels Estats Units a l'estat de Mississipi. Segons el cens del 2000 tenia 2.242 habitants.

## Demografia
Segons el cens del 2000, Fayette tenia 2.242 habitants, 775 habitatges, i 543 famílies. La densitat de població era de 733,6 habitants per km².
Dels 775 habitatges en un 39,6% hi vivien nens de menys de 18 anys, en un 24,4% hi vivien parelles casades, en un 40,3% dones solteres, i en un 29,9% no eren unitats familiars. En el 27,2% dels habitatges hi vivien persones soles el 9,8% de les quals corresponia a persones de 65 anys o més que vivien soles. El nombre mitjà de persones vivint en cada habitatge era de 2,82 i el nombre mitjà de persones que vivien en cada família era de 3,46.
Per edats la població es repartia de la següent manera: un 34,2% tenia menys de 18 anys, un 12,6% entre 18 i 24, un 25,6% entre 25 i 44, un 17,2% de 45 a 60 i un 10,4% 65 anys o més.
L'edat mediana era de 28 anys. Per cada 100 dones de 18 o més anys hi havia 69,1 homes.
La renda mediana per habitatge era de 13.564 $ i la renda mediana per família de 16.875 $. Els homes tenien una renda mediana de 20.500 $ mentre que les dones 17.011 $. La renda per capita de la població era de 8.101 $. Entorn del 44,4% de les famílies i el 48,2% de la població estaven per davall del llindar de pobresa.

## Poblacions més properes
El següent diagrama mostra les poblacions més properes.